# Phnom Penh
Phnom Penh (khmer: ភ្នំពេញ, tr. Phnum Pénh, pʰnum peːɲ) er hovedstaden i Cambodja. Med et estimeret indbyggertal på omkring 2.129.371 (2019) indbyggere er det den største by i Cambodja og landets politiske, økonomiske, industrielle og kulturelle centrum.
Phnom Penh ligger i det sydlige Cambodja ved sammenløbet af floderne Tonlé Sap og Mekong. Byen blev grundlagt i 1372  og har været Cambodjas hovedstad fra 1431 til 1497 og igen siden 1866.
Det berygtede torturfængsel og nuværende museum, S-21, ligger i byen.